# Skellefteå Airport
Skellefteå Airport (IATA: SFT, ICAO: ESNS) är en regional flygplats som är belägen i Falmark, 20 kilometer från Skellefteå centrum. Flygplatsens officiella namn är enligt Luftfartsverket och Transportstyrelsen Skellefteå flygplats.
De senaste åren har Skellefteå flygplats varit en av de flygplatser som haft bäst utveckling i landet, 2014 hade flygplatsen 319 806 resenärer, vilket var en ökning med 27 801 från året före. Inrikesresandet och kapaciteten har ökat och charterresandet slog 2007 rekord i antalet resenärer; dessutom har flygplatsen en mycket effektiv drift. 
Skellefteå Airport är känd för sitt miljöarbete och var en av världens första fossilfria flygplatser. Sedan 2020 drivs flygplatsen med fossilfri uppvärmning, grön el och fossilfria drivmedel för sina fordon. Flygplatsen är en del av det nationella projektet "Grön Flygplats", där 27 regionala flygplatser samarbetar för att minska sina utsläpp och energiförbrukning.

## Historia
Den 1 april 2010 tog Skellefteå kommun över driften av flygplatsen, som innan dess var en av Luftfartsverkets flygplatser. Investeringar och utbyggnader genomfördes i samarbete med Skellefteå kommun vilket har givit flygplatsen en kapacitet som bedöms kunna klara framtida behov.
Frånsett en kortare period har endast ett flygbolag reguljärt trafikerat flygplatsen, nämligen SAS. Under den korta perioden av konkurrens flög även Skyways till/från Skellefteå. Skyways trafik upphörde i månadsskiftet juni/juli 2010.
Den 26 mars 2017 började, vid sidan av SAS, även det norska lågprisbolaget Norwegian att trafikera Skellefteå flygplats men upphörde på grund av dålig lönsamhet med trafiken 11 Januari 2019.
Den 12 september 2019 invigdes förlängningen av start- och landningsbanan. Före förlängningen var den 2 100 meter (förlängd 2002), nu är den 2 520 meter, vilket innebär att större flygplan kan tas ner. Landningsbanan är den längsta i Västerbottens län. Jämförelsevis är landningsbanan vid Umeå airport 2 302 meter.
Förlängningen av start- och landningsbanan (rullbanan) innebär bland annat att direktflyg med charter kan göras till Thailand i början av år 2020. Flygplanstypen är Boeing 787 Dreamliner.

## Destinationer och flygbolag
Linjefart
| Land    | Stad      | IATA | ICAO | Flygplats                     | Flygbolag |
| ------- | --------- | ---- | ---- | ----------------------------- | --------- |
| Sverige | Stockholm | ARN  | ESSA | Stockholm-Arlanda             | SAS       |
| Polen   | Gdansk    | GDN  | EPGD | Gdańsk-Lech Wałęsas flygplats | Ryanair   |

## Att ta sig till/från flygplatsen

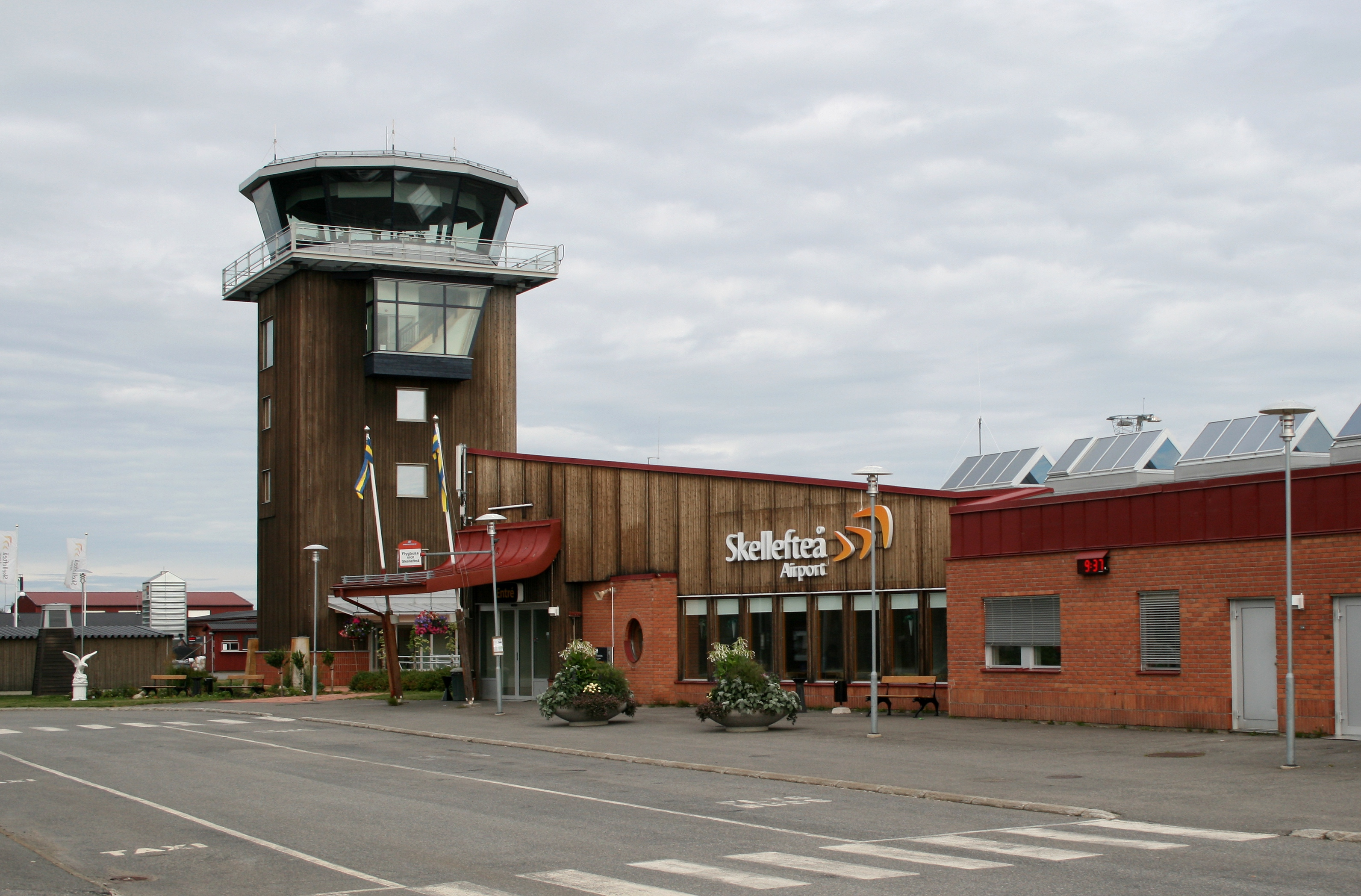
Ingången till Skellefteå flygplats

- Flygbuss - Flygbussen trafikerar mellan flygplatsen och centrala Skellefteå i anslutning till inrikesflyg samt Ryanairs reguljära avgång Gdansk (ej charter).[6]
- Taxi och Flygtaxi (förbokas) finns.
- Biluthyrning finns (firmor: Avis, Europcar, Hertz samt Sixt).
- Parkering för egen bil finns, både korttids- och långtidsparkering (båda är avgiftsbelagda). Gratis parkering på efter den 1 juni 2017 för alla passagerare. Parkeringen har dessutom byggts ut.[7]

Kommunhuvudorter som betjänas av Skellefteå flygplats har följande vägavstånd:
- Malå 142 km
- Norsjö 100 km
- Robertsfors 70 km
- Skellefteå 18 km

## Statistik
| Passagerarstatistik – Skellefteå Airport       | Passagerarstatistik – Skellefteå Airport | Passagerarstatistik – Skellefteå Airport | Passagerarstatistik – Skellefteå Airport | Passagerarstatistik – Skellefteå Airport |
| ---------------------------------------------- | ---------------------------------------- | ---------------------------------------- | ---------------------------------------- | ---------------------------------------- |
|                                                |                                          |                                          |                                          |                                          |
| År                                             |                                          |                                          | Passagerare                              |                                          |
| 2005                                           | 2005                                     |                                          | 252 646                                  | 252 646                                  |
| 2006                                           | 2006                                     |                                          | 220 419                                  | 220 419                                  |
| 2007                                           | 2007                                     |                                          | 235 784                                  | 235 784                                  |
| 2008                                           | 2008                                     |                                          | 241 850                                  | 241 850                                  |
| 2009                                           | 2009                                     |                                          | 205 553                                  | 205 553                                  |
| 2010                                           | 2010                                     |                                          | 224 477                                  | 224 477                                  |
| 2011                                           | 2011                                     |                                          | 277 954                                  | 277 954                                  |
| 2012                                           | 2012                                     |                                          | 292 025                                  | 292 025                                  |
| 2013                                           | 2013                                     |                                          | 292 005                                  | 292 005                                  |
| 2014                                           | 2014                                     |                                          | 319 806                                  | 319 806                                  |
| 2015                                           | 2015                                     |                                          | 300 278                                  | 300 278                                  |
| 2016                                           | 2016                                     |                                          | 280 926                                  | 280 926                                  |
| 2017                                           | 2017                                     |                                          | 421 908                                  | 421 908                                  |
| 2018                                           | 2018                                     |                                          | 408 948                                  | 408 948                                  |
| 2019                                           | 2019                                     |                                          | 287 079                                  | 287 079                                  |
| 2020                                           | 2020                                     |                                          | 169 164                                  | 169 164                                  |
| 2021                                           | 2021                                     |                                          | 128 315                                  | 128 315                                  |
| 2022                                           | 2022                                     |                                          | 267 262                                  | 267 262                                  |
| 2023                                           | 2023                                     |                                          | 347 351                                  | 347 351                                  |
| Källa: Transportstyrelsens flygplatsstatistik. |                                          |                                          |                                          |                                          |